# 觀塘官立小學
觀塘官立小學（英語：Kwun Tong Government Primary School），為一所香港官立小學，於1959年創校，分為上下午校，於2008年9月轉為全日制小學。轉制後的下午校變成為現時的觀塘官立小學（秀明道）。

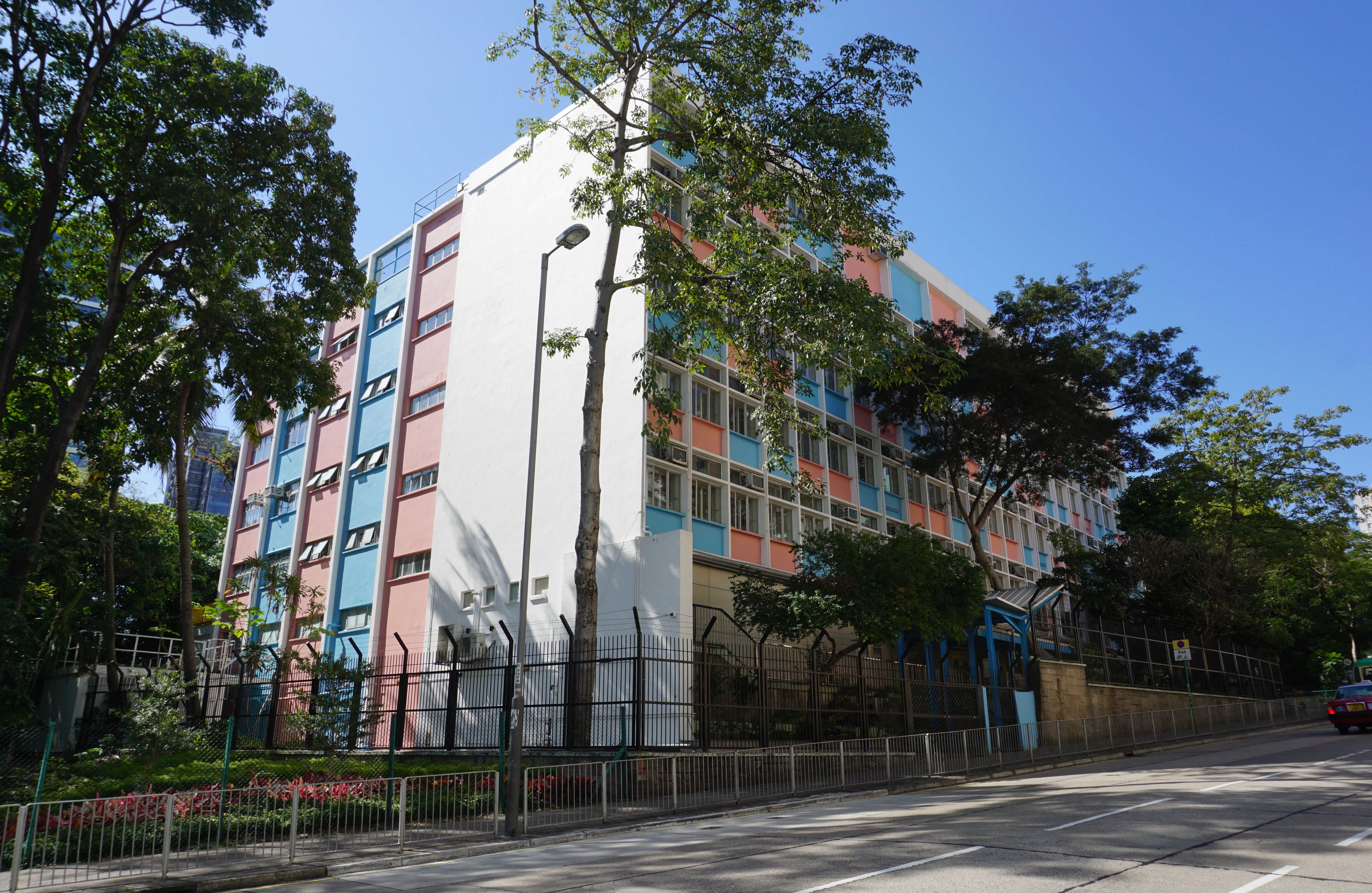
校舍東面

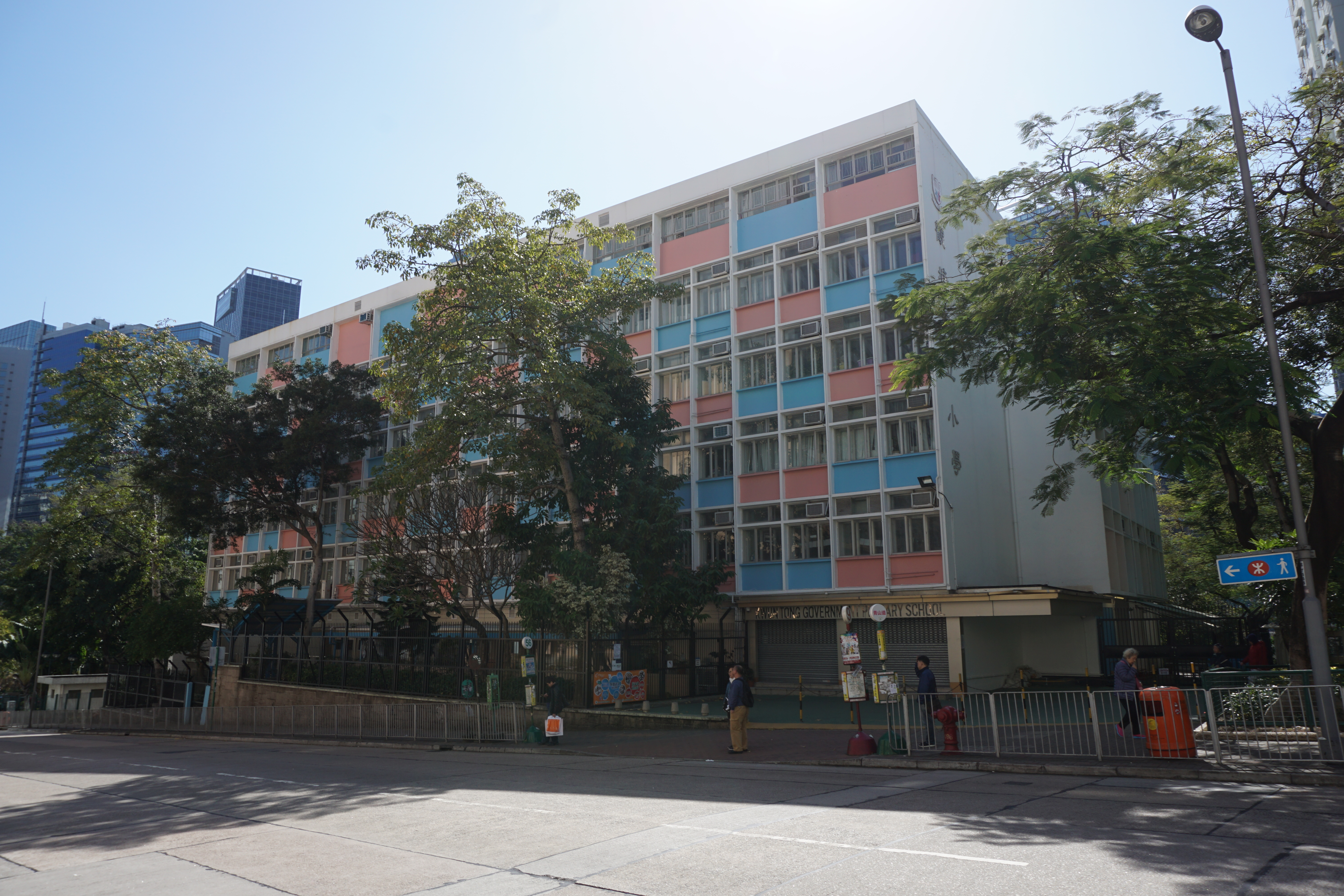
校舍北面

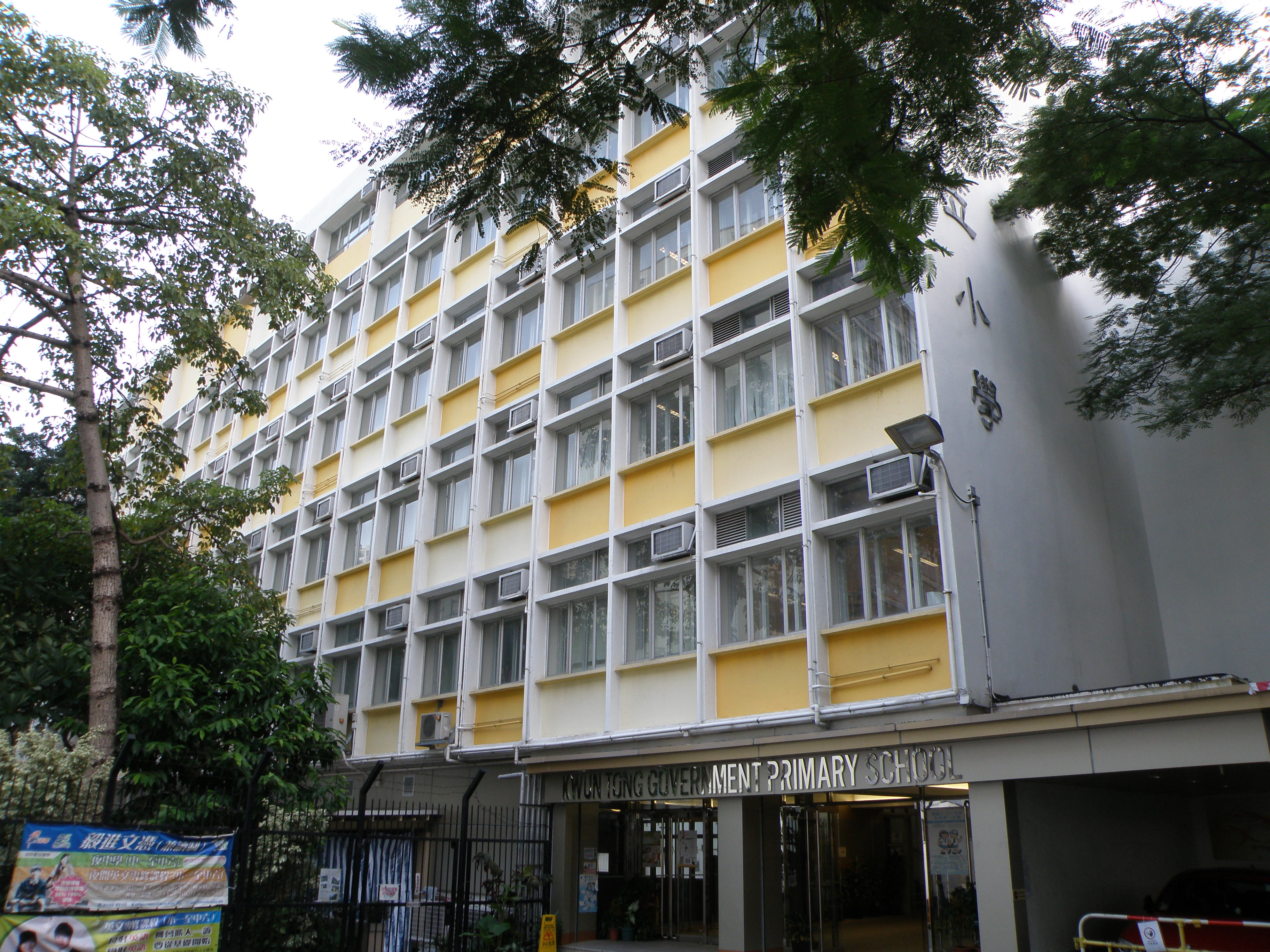
翻油前的校舍

## 校政管理

### 歷任校監
- 洪黃麗萍[2]
- 黃邱慧清 女士[3]
- ？至2015年：歐陽畹華 女士[1]
- 2015年至2017年：梁楚輝 先生[4]
- 2017年至今：何潔玲 女士[5]

### 歷任校長
- ？至1963年：戴中岳 先生（下午校）[6]
- 1963年至1981年：程國輝 先生（下午校）[6]
- 1981年至？：邱莫妙蘭 女士 (下午校)
- 吳曾婉梨 女士（上午校）[2]
- 黃佘錦兒 女士（下午校）[7]
- 2005年至2009年：謝麗華 女士（下午校）[3]
- 2009年至2016年：麥惠英 女士[8]
- 2016年至2020年：謝寶珠 女士[9]
- 2020年至2024年：梁蕙君 女士
- 2024年至今：鄧家惠 女士

### 歷任副校長
- 林貫兒 女士[3]
- ？至2015年：關玉芬 女士[1]
- 2015年至2019年：黎月英 女士[10]
- 2015年至2017年：勞偉芳 女士[11]
- 2017年至今：林曼燕 女士[12]
- 2019年至2022年：吳少娟 女士
- 2020年至2021年：李麗貞 女士
- 2022年至今：陳志黎 女士

## 辦學宗旨
觀塘官立小學致力提供多元化的教育服務，讓學生在一個完善的環境中學習、成長；培養兒童有高尚的品格及正確的人生觀，以達到德、智、體、群、美五育並重的理想，使能成為良好的公民；並且率先履行教育統籌局所推行的政策，盡量提供優質學校教育，服務人群。

## 外部連結
- 觀塘官立小學（页面存档备份，存于）